# 오펠 아스트라

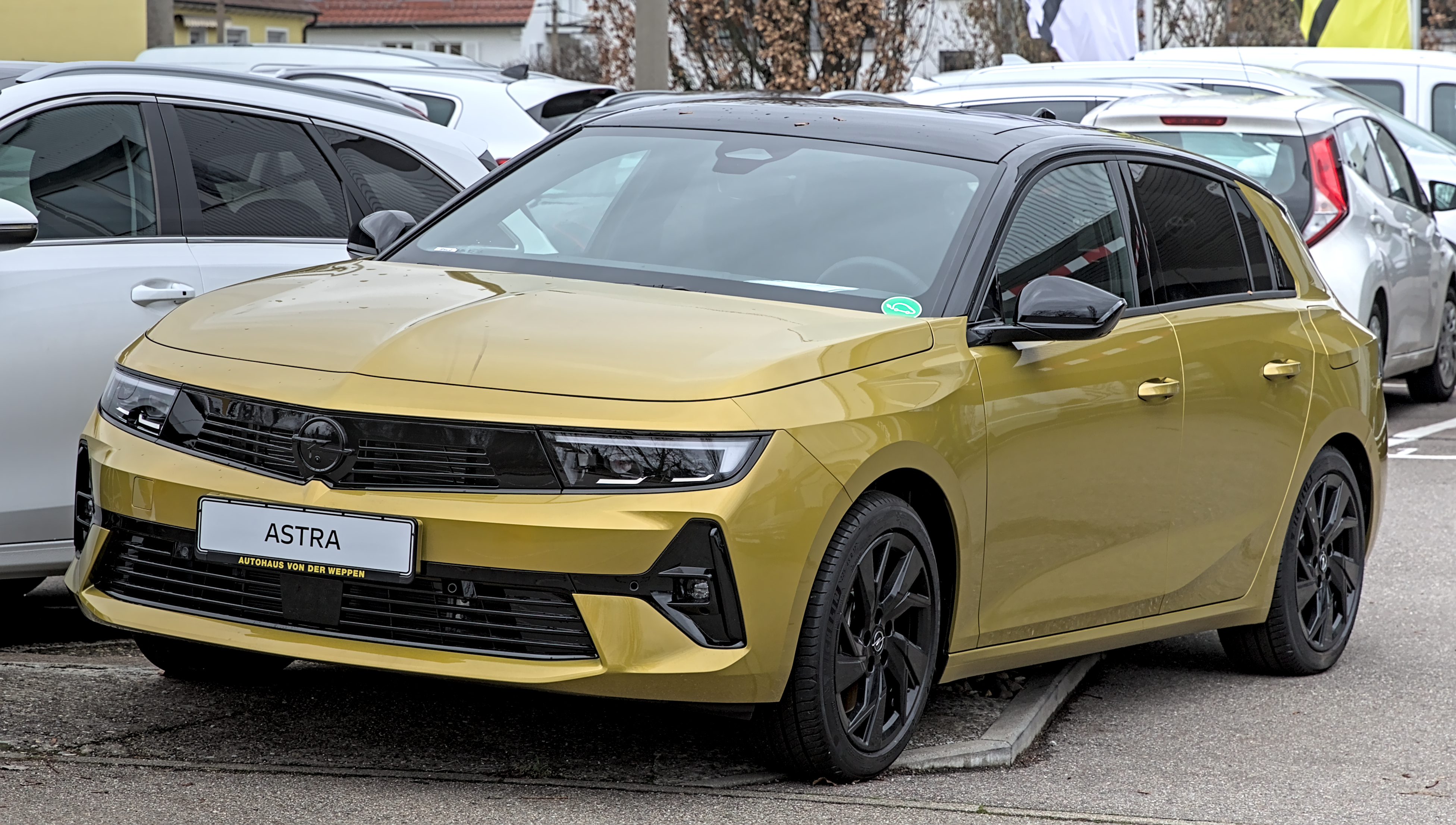
오펠 아스트라 L PHEV

오펠 아스트라(Opel Astra)는 스텔란티스에 속해있는 독일의 자동차 회사인 오펠이 생산/판매 중인 승용차이다. 본래 아스트라는 복스홀에서 카데트의 영국 명칭으로 사용했다가, 이 차가 등장하면서 유럽에서도 쓰이게 되었다. 원래 등급은 소형이었으나, 현재는 준중형으로 자리를 잡았다.

## 아스트라 F

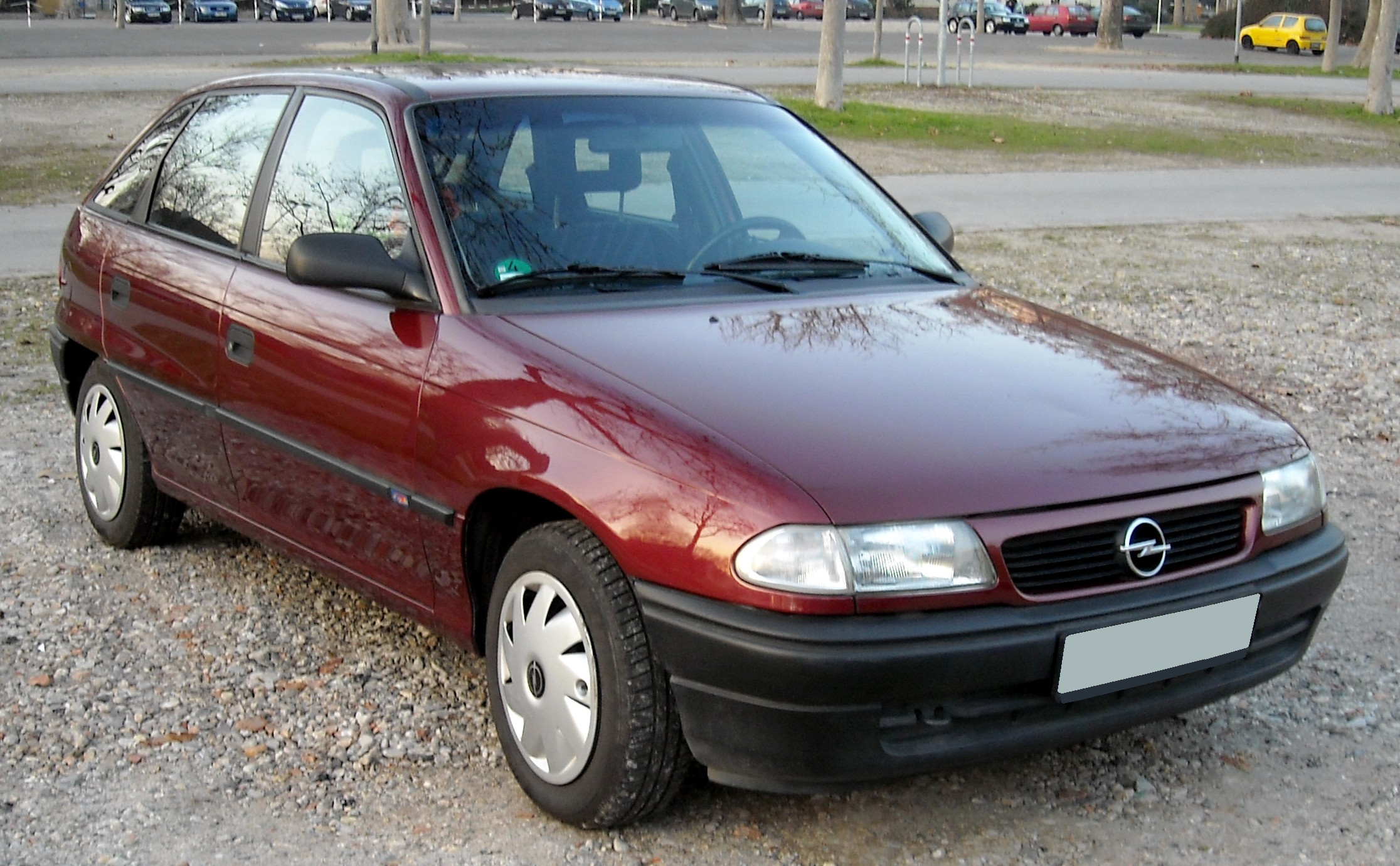
오펠 아스트라 F 정측면

1991년 9월에 카데트의 후속 차종으로 출시되었다. 세단과 해치백, 스테이션 왜건이 먼저 선보였고, 1994년에 컨버터블이 추가되었다. 1997년에 서유럽에서 판매량 1위를 기록했다. 1998년에 아스트라 G가 등장하고 나서도 일부 지역에서는 아스트라 클래식으로 세단 모델을 생산하고 있었다가 2002년에 단종되었다. 남아프리카 공화국에서는 이전의 카데트 이름을 그대로 썼다.

## 아스트라 G

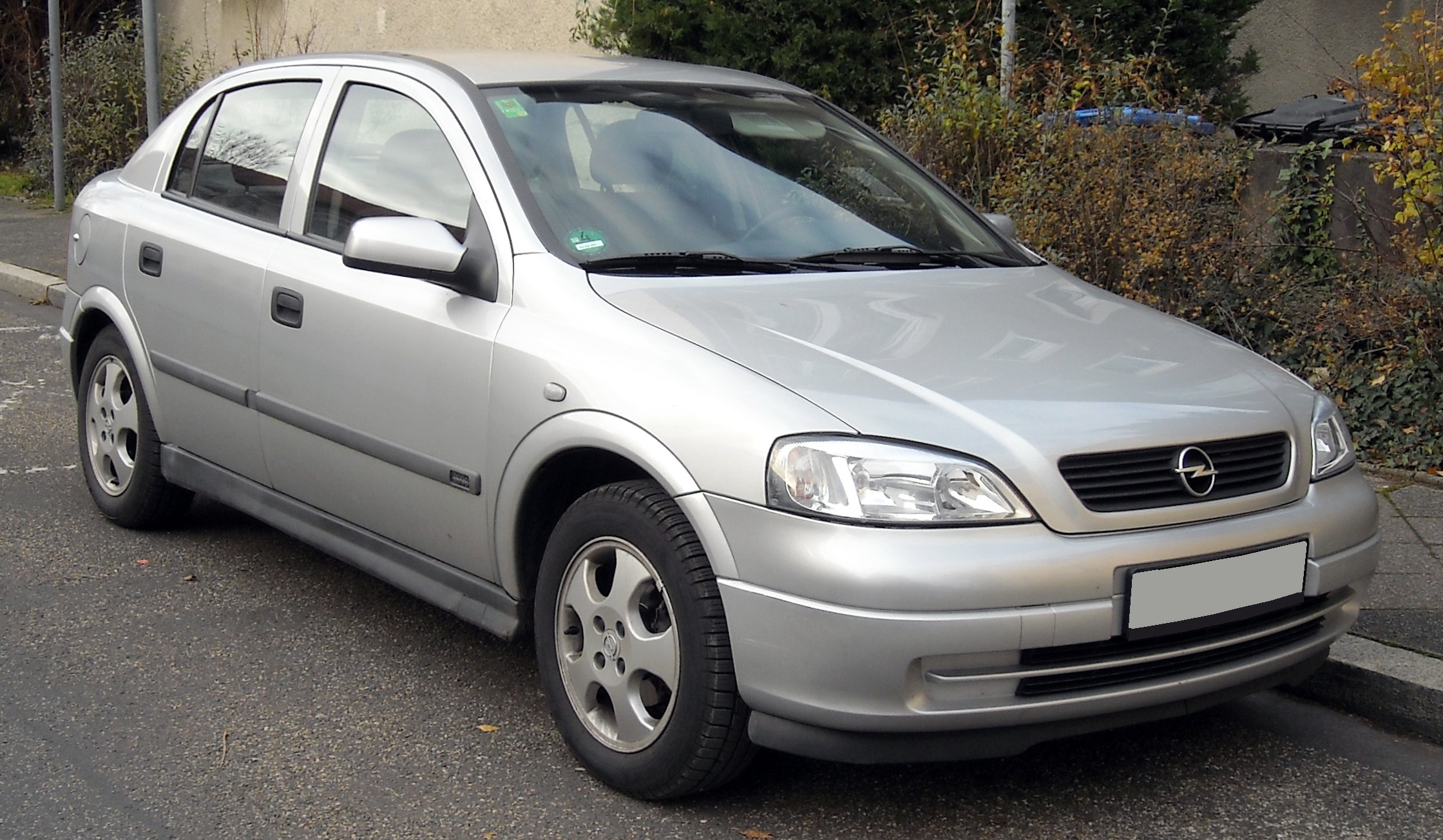
오펠 아스트라 G 정측면

1997년에 공개되었고 1998년에 출시되었다. 알루미늄 서브 프레임, 쉐보레 코르벳이 채용한 높은 수압 고장력 바디가 장착되어 강성이 2배로 끌어 올려졌다. 액티브 헤드 레스트와 브레이크 페달 장치 등 안전 강화를 도모했다. 2000년에 쿠페와 컨버터블이 추가되었고, 이후 3도어 화물 밴인 아스트라밴도 추가되었다. 러시아에서는 GM-아브토바즈라는 합작회사를 통해 4도어 세단이 쉐보레 비바(Chevrolet Viva)라는 이름으로 판매되었다.

## 아스트라 H

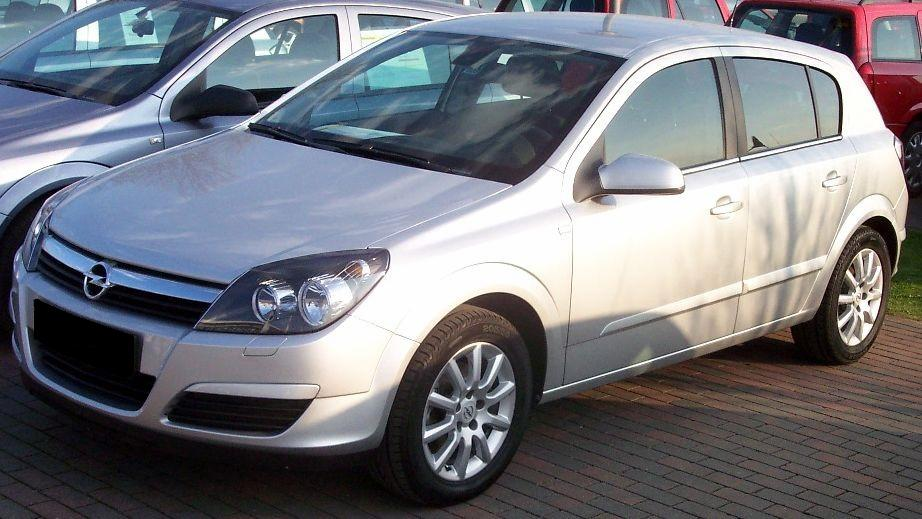
오펠 아스트라 H 정측면

2003년에 발표되었으며, 2004년 3월에 출시되었다. 5도어 해치백이 먼저 나오고 이후 스테이션 왜건과 3도어 해치백, 4도어 세단이 추가되었다. 2005년에 ADAC 잡지 독자에 의해 올해 유럽의 차로 선정되었다. 2008년에 북아메리카에서 새턴 브랜드로 판매되었으나, 판매가 부진하였다.

## 아스트라 J

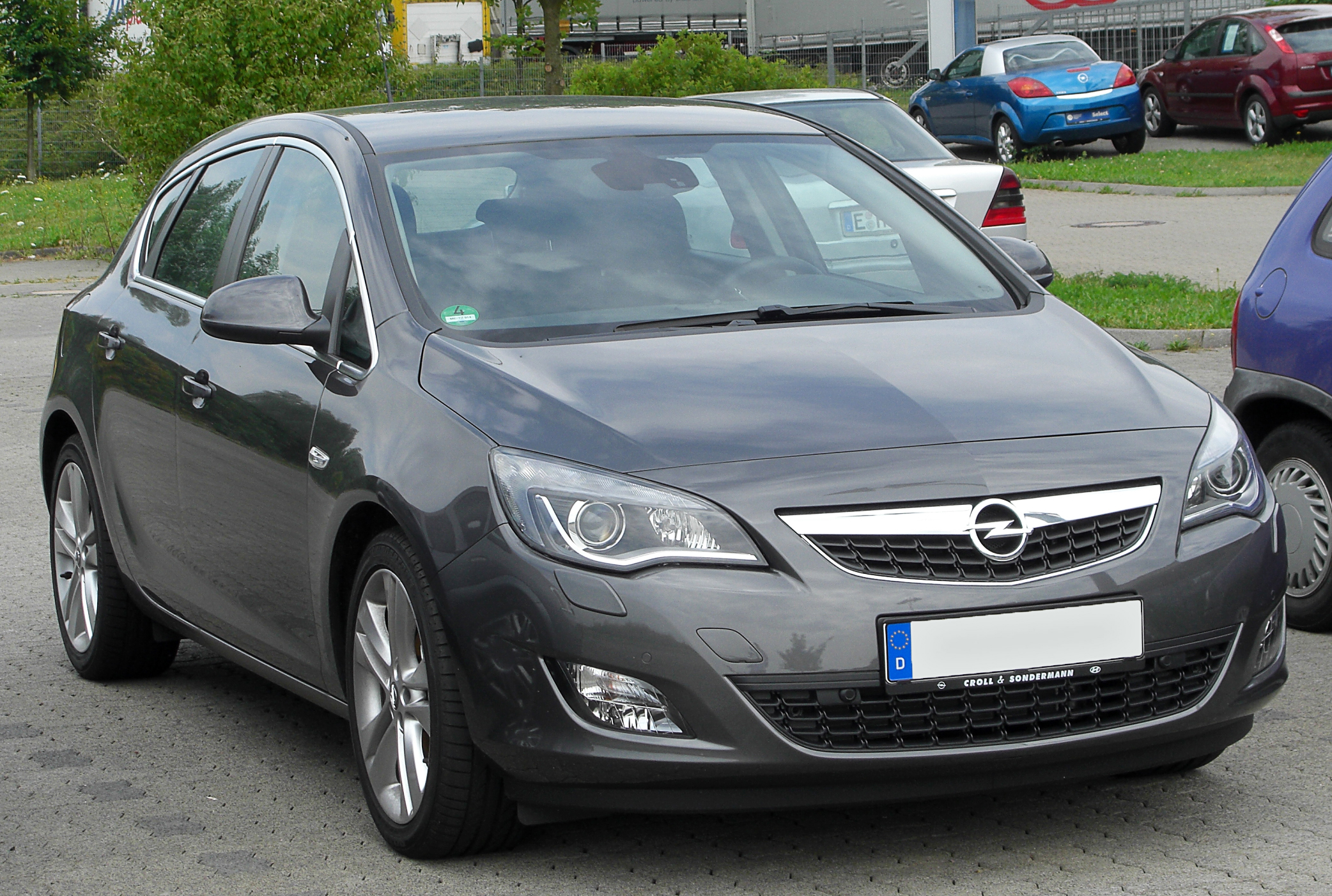
오펠 아스트라 J 정측면

2009년 9월에 프랑크푸르트 모터쇼에서 공개되었고 같은 달 말에 출시되었다. 쉐보레 크루즈와 같은 GM 델타 II 플랫폼을 채용했다. 2010년 유럽 올해의 차로 선정되었다. 본래의 모델명은 'I'이며, 오펠 공식 티저 영상에서 'I'가 사용되고 있었지만 숫자 1 또는 아스트라 1세대와 혼동되는 것을 우려해서 인지 "J"가 되었다. 중국 시장에서는 해치백이 뷰익 엑셀 GT의 해치백 버전으로 판매되었다. 

## 아스트라 K

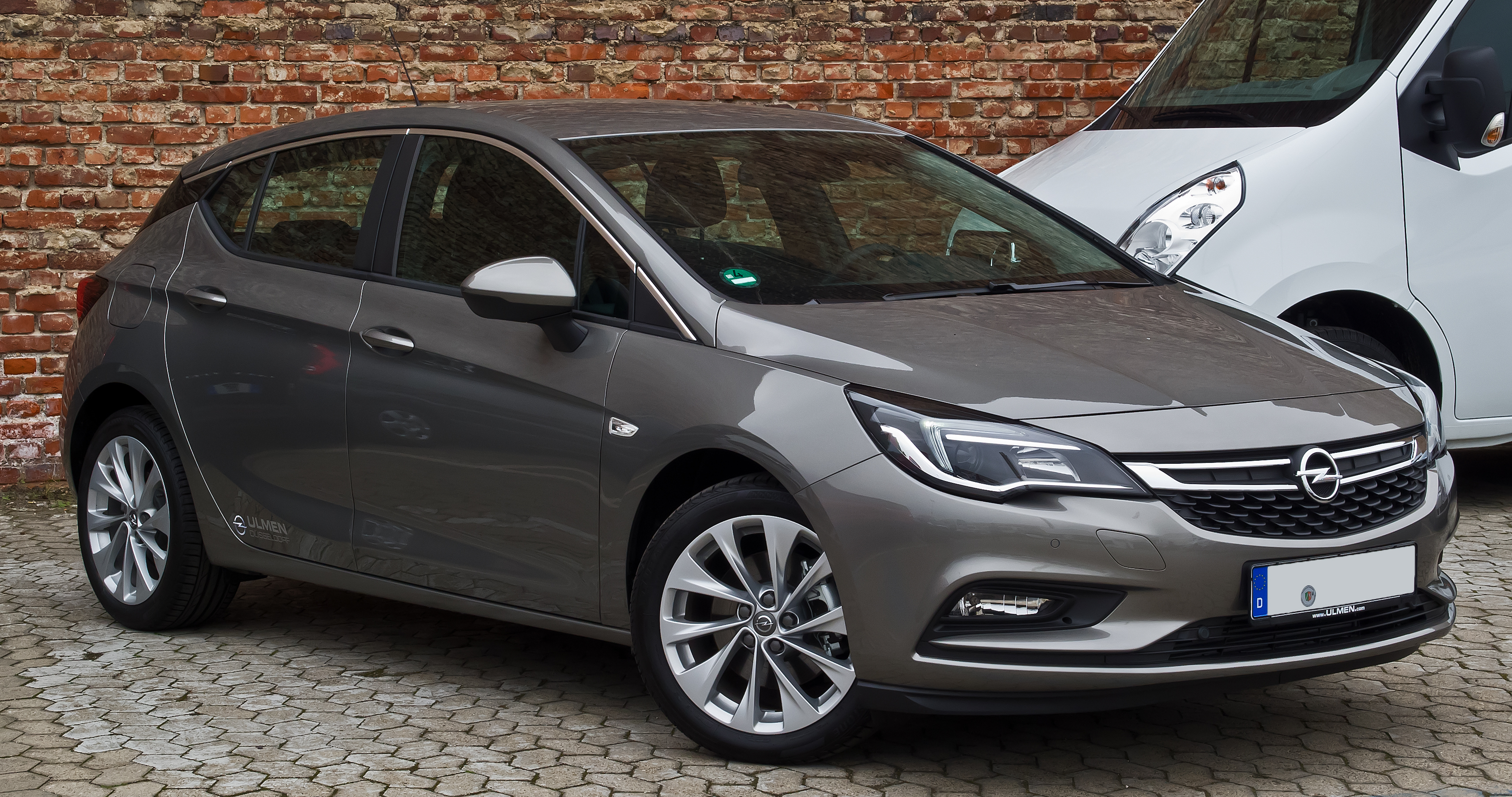
오펠 아스트라 K 정측면

2015년 9월에 프랑크푸르트 국제 모터쇼를 통해 공개와 동시에 출시되었다. 플랫폼은 D2XX를 채용하고 전장을 49mm, 전고를 26mm, 축거를 23mm 각각 단축하는 동시에 120kg에서 200kg의 경량화를 실현했다. 전원 장치도 대폭 변경되었으며, 1.0L 3 기통 직분사 터보 엔진, 1.4L와 1.6L 4 기통 직분사 터보 엔진, 1.6L 4 기통 터보 디젤 엔진 등이 장착된다. 4도어 세단과 3도어 해치백이 없어지고, 5도어 해치백과 스테이션 왜건만 남았다.

## 아스트라 L

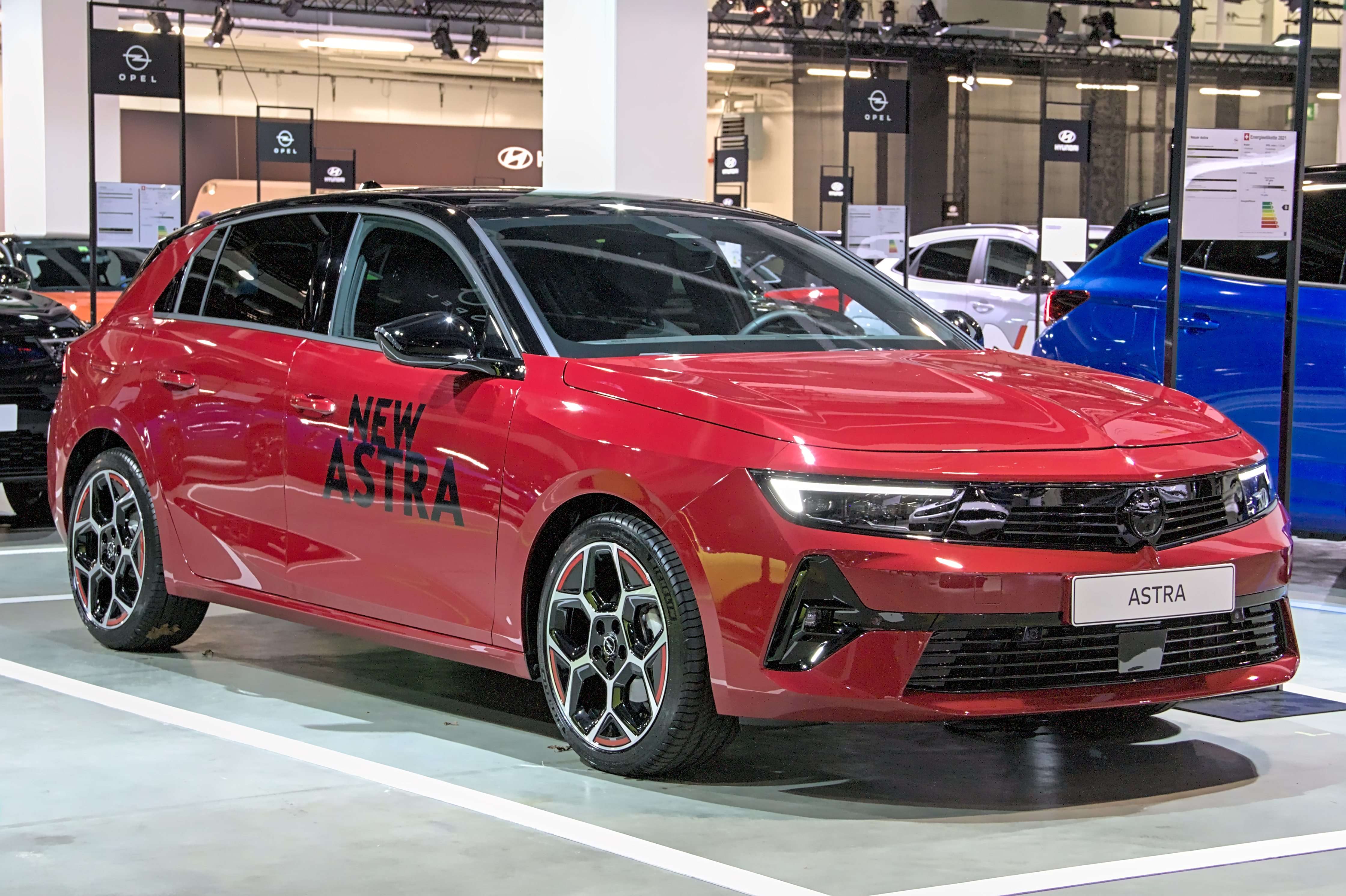
오펠 아스트라 L 정측면

2021년 7월 13일에 공개되었고, 같은 해 11월부터 판매에 들어갔다. 오펠의 소속이 제너럴 모터스에서 PSA 그룹 → 스텔란티스로 변경됨에 따라 푸조 308과 PSA EMP2 플랫폼을 공유하게 되었다. 바디 타입은 여전히 5도어 해치백과 왜건이다.

## 경쟁 차종
- 현대자동차 - i30
- 기아자동차 - 씨드
- 혼다 - 시빅
- 토요타 - 코롤라
- 폭스바겐 - 골프
- 푸조 - 308
- 르노 - 메간